# Baicsi Jakab Ignác
Baicsi (Bajcsy) Jakab Ignác (Rétalap, 1790. december 14. – Pápa, 1826. július 21.) Benedek rendi pap és tanár.

## Élete
A rendbe 1808. október 30-án lépett be;  1812. január 6-án tett fogadalmat. A pápai gimnázium tanára volt 1812–1816-ig, amikor Pannonhalmára helyezték át teológiai tanulmányok folytatására. Ezt követően 1819. augusztus 30-án áldozópappá szentelték. 1819–1820-ban a dömölki apátságban lelkészkedett; 1820–1822-ig a pannonhalmi apátság iskolájában erkölcstant és pasztorális teológiát tanított. 1822–1825-ig a bársonyosi plébánia adminisztrátora volt.

## Munkái
- Theologia moralis (3 csomag kézirat, a pannonhalmi apátság könyvtárában)
- Theologia pastoralis (1821, 2 csomagkézirat, a pannonhalmi apátság könyvtárában)